# Jaime Ordiales
José Jaime Ordiales Domínguez (* 23. Dezember 1962 in Mexiko-Stadt) ist ein ehemaliger mexikanischer Fußballspieler, der meistens im Mittelfeld agierte. Nach seiner aktiven Laufbahn war er vorübergehend als Trainer im Einsatz und bekleidet seit 2008 den Posten des Sportdirektors beim Club América. 

## Leben

### Verein
Ordiales begann seine Fußballerlaufbahn bei den Clubs Barcelona und Asturiano in der Liga Española de Fútbol, der bedeutendsten Fußballamateurliga im Großraum von Mexiko-Stadt. 
Seinen ersten Profivertrag erhielt er 1982 beim Club Necaxa, für den er bis 1985 spielte. In seiner zwanzigjährigen Profikarriere stand er bei insgesamt zehn Vereinen unter Vertrag und nur für den Club León spielte er in zwei Etappen. Mit den Tecos de la U.A.G. (1993/94) und den Diablos Rojos de Toluca (Verano 1998) gewann er jeweils einen Meistertitel.

### Nationalmannschaft
Sein Debüt im Dress der mexikanischen Nationalmannschaft feierte Ordiales am 20. November 1991 in einem Spiel gegen Uruguay, das 1:1 endete. Seine beiden einzigen Länderspieltore erzielte er am 9. Mai 1998 beim 6:0 gegen Estland. 
Höhepunkt seiner Länderspielkarriere war die Teilnahme an der Fußball-Weltmeisterschaft 1998, bei der er in den Vorrundenspielen gegen Südkorea (3:1) und Belgien (2:2) zum Einsatz kam. Die Begegnung gegen die Belgier war zugleich sein letzter Länderspieleinsatz. 

### Trainer und Sportdirektor
Vor der Saison 2007/08 wurde Ordiales als Trainer der Tecos de la U.A.G. verpflichtet, aber Anfang März 2008 aufgrund unbefriedigender Ergebnisse vorzeitig entlassen und durch José Luis Trejo ersetzt. Wenige Monate später erhielt er den Posten des Sportdirektors beim Club América.